# 8257 Andycheng
A 8257 Andycheng (ideiglenes jelöléssel 1982 HO1) a Naprendszer kisbolygóövében található aszteroida. Edward L. G. Bowell fedezte fel 1982. április 28-án.